# Arbogaposten
Arbogaposten  var en dagstidning som gavs ut i Arboga från den 2 januari 1923 till 30 oktober 1929. Tidningen uppgick i  Arboga Tidning genom inköp, varefter Arbogaposten nedlades. Tidningen titel var Arboga-Posten, tidning för Arboga med kringliggande orter i Västmanland, Örebro län och Södermanland. Tidningen startade med 3 provnummer i december 1922.

## Redaktion
Redaktionsort var  i Arboga och Viktor Artur Andreas Hedlund var redaktör hela utgivningstiden. Han var också ansvarig utgivare hela tiden. Tidningen var politiskt frisinnad. Förlaget hette hela tiden aktiebolaget Arboga-posten. Tidningen var tredagars med utgivning eftermiddag med tisdag, torsdag och lördag (då den kom ut kl 09 fm) under 1923 men sedan måndag, onsdag, fredag tills upphörandet. Den 16 mars 1928 utkom ett extranummer och från 23 mars 1928 till 30 oktober 1929 utkom ett söndagsnummer som bilaga på fredagarna.

## Tryckning
Tidningen trycktes i Köping på Tidningsaktiebolaget Västmanlands tryckeri till 15 november 1923. Sedan från 19 november 1923 till upphörandet Aktiebolaget Arboga-postens tryckeri  i Arvika. Tidningen trycktes bara i svart med typsnitt antikva. Satsytan för tidningen var stor, mestadels 60 x 43 cm utom de tre sista åren då den var 50x30 cm. Antalet sidor var 4 till 1927 därefter 8 sidor de tre sista åren. Bara 1927 finns det en upplagesiffra, 2000 exemplar. Priset var 10 kr 1923, sjönk till 7 kr 1924 till 1927 och blev  8 kr 1928-1929.